# Emarginula striatula
Emarginula striatula es una especie de molusco gasterópodo de la familia Fissurellidae.

## Distribución geográfica
Solo se encuentra en las cercanías de Nueva Zelanda y las islas circundantes.

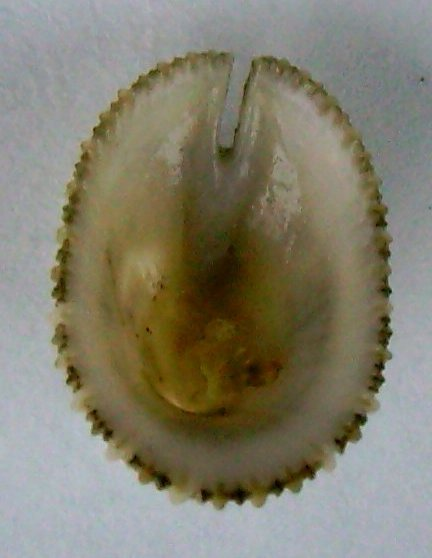
Emarginula striatula underside view

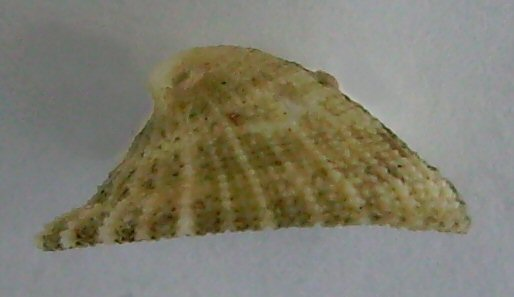
Emarginula striatula side view